# به یاد می‌آورم مادر
مامان را بیاد میاورم (انگلیسی: I Remember Mama) فیلمی در ژانر درام به کارگردانی جرج استیونز است که در سال ۱۹۴۸ منتشر شد.

## بازیگران
- آیرین دان
- باربارا بل گدس
- اسکار هومولکا
- سدریک هاردویک
- باربارا اونیل
- فلورنس بیتس
- ادگار برگن
- الن کوربی